# Tiemen van Dijken
Timon Arnoldus (Tiemen) van Dijken (Aalten, 2 juli 1897 - 's-Gravenhage, 9 februari 1975) was een Nederlands ambtenaar, jurist, bestuurder en politicus voor de Anti-Revolutionaire Partij (ARP).
Tiemen werd geboren als zoon van predikant Arend van Dijken en Trijntje Wigboldus. Na het voltooien van het Gereformeerd Gymnasium te Amsterdam, studeerde Van Dijken Nederlands Recht aan de Vrije Universiteit van Amsterdam, waar hij in 1922 afstudeerde. Aansluitend werd hij ambtenaar bij het Ministerie van Arbeid, Handel en Nijverheid: eerst als adjunct-commies, vanaf 1 oktober 1923 als commies en vanaf 1 januari 1925 als hoofdcommies. In juli 1926 ging hij als referendaris aan de slag bij de Raad van State. In 1933 kreeg hij het aanbod om secretaris-generaal op het Ministerie van Economische Zaken te worden, maar dit sloeg hij af vanwege zijn benoeming in juni dat jaar als lid van de Tweede Kamer der Staten-Generaal voor de ARP.
Hij zou tot 1946 Kamerlid blijven, en sprak over uiteenlopende onderwerpen, onder meer over onderwijs, sociale zaken, landbouw en waterstaat. In 1939 stemde hij samen met Wagenaar als enigen van hun fractie tegen de ontwerp-Kinderbijslagwet. Tijdens de Tweede Wereldoorlog wist hij zich steeds aan gevangenschap te onttrekken en was hij actief als advocaat en procureur in 's-Gravenhage. In 1946 werd hij als 14e op de kandidatenlijst van de ARP geplaatst, en werd hij niet herkozen.
In 1950 keerde hij wel terug in de politiek, als lid van de Provinciale Staten van Zuid-Holland, waar hij ook werd benoemd als gedeputeerde. Hij zou zestien jaar lang zijn sporen verdienen als provinciebestuurder, waarvan hij een jaar combineerde met het lidmaatschap van de Eerste Kamer der Staten-Generaal (1965/1966), waar hij zich bezighield met Binnenlandse Zaken, overheidspensioenen en justitie. In 1966 ging hij uiteindelijk met pensioen en trok hij zich terug uit de politiek.
Van Dijken bleef zijn hele leven ongehuwd. Hij werd op 27 april 1962 benoemd tot Ridder in de Orde van de Nederlandse Leeuw. Naast zijn hoofdfunctie was Van Dijken lid van diverse commissies en besturen, waaronder de Staatscommissie-Rutgers inzake een minder kostbare toepassing van het stelsel der financiële gelijkstelling bij het lager onderwijs (1929-1930), het hoofdbestuur van de Protestants-Christelijke Reclasseeringsvereeniging (rond 1933) en het College voor de Visscherijen (rond 1936). Ook was hij plaatsvervangend lid van het College van Beroep voor het bedrijfsleven.